# Anja Coleby
Anja Coleby es una actriz, reportera y exmodelo australiana, más conocida por haber interpretado a Holly Myers en la serie Flipper.

## Biografía
Hija del actor Robert Coleby y Lena Coleby, su hermano menor es el actor Conrad Coleby.
Se graduó con un grado en periodismo en la Universidad Charles Sturt en New South Wales, más tarde se graduó con una licenciatura en ciencias en la Universidad de Macquarie. Anja trabajó como investigadora para la National Geographic Society y para el Becker Entertainment.

## Carrera
Fue modelo brevemente para la revista de deporte australiano Inside Sport.
En 1996 apareció como invitada en la popular serie australiana Home and Away donde interpretó a Georgie.
En 1997 se unió al elenco de la serie infantil Flipper donde interpretó a Holly Myers, hasta 1998.
Ese mismo año apareció como invitada en la serie policial Water Rats donde interpretó a Linda "Coco" Jones en un episodio, más adelante Anja había aparecido por primera vez en la serie en 1996 cuando dio vida a una mujer que corría durante el episodio "Dead in the Water: Part 1".
En el 2002 apareció en un episodio de la serie médica All Saints donde interpretó a Anna Johnson, una joven modelo que es golpeada por su abusivo novio. También interpretó a Ponara en la popular serie de ciencia ficción Farscape.
Ese mismo año apareció en un comercial televisivo para "Paxil CR".
Anja es productora y reportera del programa de ciencias "Catalyst" de ABC Television, de donde Anja es miembro desde el 2006.

## Filmografía

### Series de televisión
| Año     | Título                  | Personaje          | Notas                    |
| ------- | ----------------------- | ------------------ | ------------------------ |
| 2002    | Farscape                | Ponara             | Episodio "Promises"      |
| 2002    | All Saints              | Anna Johnson       | Episodio "No Respite"    |
| 2001    | BeastMaster             | Reina Lyoka        | Episodio "Game of Death" |
| 2000    | The Lost World          | Hippolita          | Episodio "Amazons"       |
| 1997–98 | Flipper                 | Holly Myers        | 6 episodios              |
| 1998    | Breakers                | Crystal            | -                        |
| 1997    | Water Rats              | Linda "Coco" Jones | Episodio "Stolen Time"   |
| 1996    | Home and Away           | Georgie            | 2 episodios              |
| 1995    | Space: Above and Beyond | Bartley            | Episodio "Pilot"         |
| 1979    | Patrol Boat             | Tracey             | Episodio "Rogue Mine"    |

### Películas
| Año  | Título                  | Personaje        |
| ---- | ----------------------- | ---------------- |
| 2001 | The Finder              | Rebecca Castaldi |
| 2000 | Max Knight: Ultra Spy   | Tyler            |
| 1996 | Dating the Enemy        | Karen Zader      |
| 1987 | The Year My Voice Broke | Gail Olson       |

### Presentadora y apariciones
| Año           | Título   | Notas        |
| ------------- | -------- | ------------ |
| 2006–presente | Catalyst | reportera    |
| 1994          | Level 23 | presentadora |